# 米拉韦尔
米拉韦尔，是西班牙埃斯特雷马杜拉卡塞雷斯省的一个市镇。总面积49平方公里，总人口797人（2001年），人口密度16人/平方公里。